# E. Wedel
E. Wedel (произношение: Вэдэль) — польская кондитерская компания, производящая с 1851 года различные шоколадные конфеты, торты и другие кондитерские изделия. E. Wedel также является хорошо узнаваемой маркой конфет в Польше, который считается национальным брендом шоколада и является ведущим брендом конфет среди польских производителей, контролируя около 14 % польского рынка кондитерских изделий в 2005 году и 11,7 % в 2007-м.
В июне 2010 года Kraft Foods продала Wedel Lotte Group в рамках их программы принудительного отчуждения определённых частей Cadbury plc, которую она приобрела в марте 2010 года.

## История

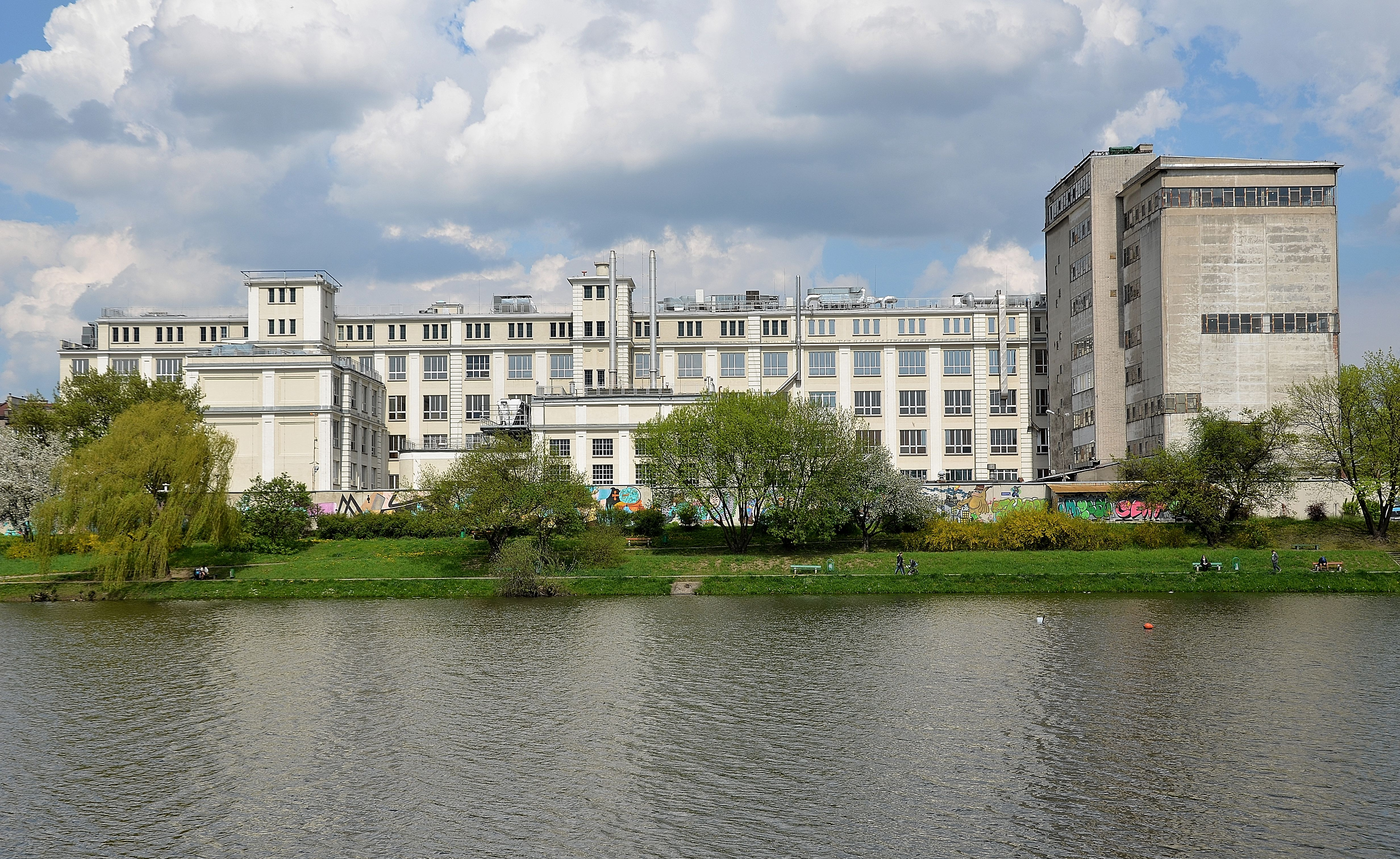
Фабрика Wedel в варшавском районе Прага-Полудне, вид со стороны Каменовского озера.

Основанная в 1851 году Карлом Эрнстом «Каролем» Веделем (1813—1902), компания и её продукция стали известны в большинстве стран Центральной и Восточной Европы. В основе её логотипа лежит подпись Кароля Веделя. Его сын Эмиль Альберт Фредерик Ведель (1841—1919) учился на кондитерских и шоколадных фабриках в Западной Европе, прежде чем унаследовал и расширил бизнес своего отца. В 1894 году компания перенесла свою главную фабрику на улицу Шпитальная в Варшаве. В 1930 году, во время Великой депрессии, Ян Ведель открыл в правобережном районе Прага вторую фабрику, являвшуюся одной из самых современных в межвоенной Польше. Компания также была известна своей очень щедрой системой социального обеспечения: будучи одним из первых в Европе, у неё были собственные ясли, детский сад, больница и кафетерий, а лучшим сотрудникам давали беспроцентные жилищные ссуды и его модель была высоко оценена Польской социалистической партией. Таким образом, до Второй мировой войны Wedel стала успешной частной компанией, имея также магазины в Лондоне и Париже.

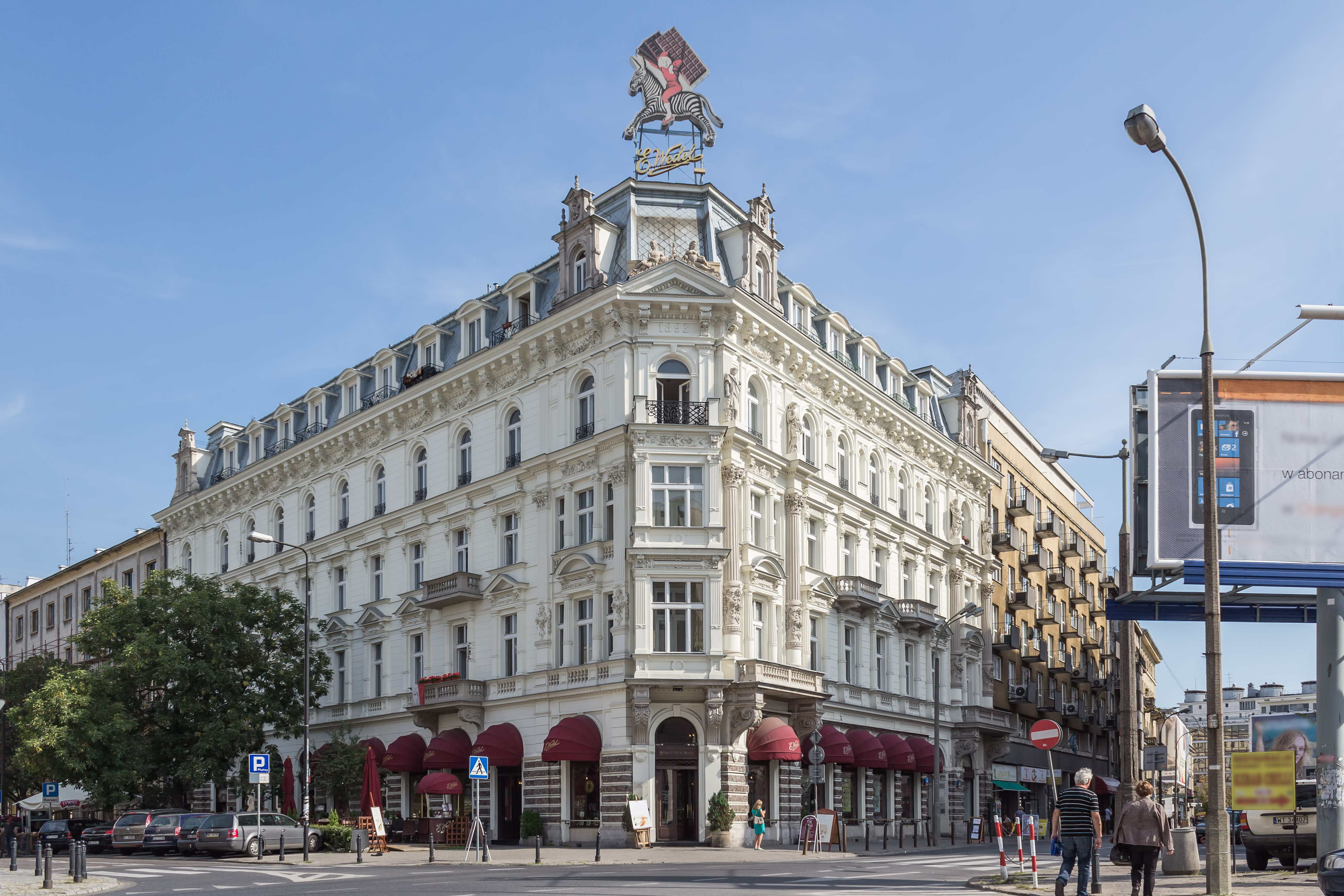
Резиденция Веделя на улице Шпитальная, один из немногих сохранившихся жилых домов конца XIX века.

Ян Ведель строил планы на Вторую мировую войну и компании удалось продолжить производство в течение первых нескольких лет войны, начав производство жизненно необходимых продуктов питания, такие как хлеб для голодающей Варшавы, а также был местом подпольного обучения. Несмотря на немецкое происхождение семьи, Ведель отказался сотрудничать с немцами и не подписал Фолькслист, что привело к преследованию его и сотрудников фабрики нацистами. Война опустошила Польшу и компанию: здания в Варшаве были разрушены во время Варшавского восстания. После войны Ян Ведель восстановил фабрику только для того, чтобы коммунистическое правительство национализировало компанию. Сам завод Wedel был переименован в предприятие кондитерской промышленности имени 22 июля (день манифеста ПКНО), хотя даже коммунисты предпочли сохранить торговую марку E. Wedel, с продуктами, имеющими как новые, так и старые логотипы (в частности, как после 10 лет неиспользования логотипа все попытки экспорта оказались тщетными). Компания была приватизирована в 1989 году после падения коммунизма в Польше. В 1991 году он был куплен PepsiCo Foods and Beverages, когда продажи составляли около 50-60 миллионов долларов в год, а через 6 лет эта цифра достигла 200 миллионов долларов. Около 10 % продукции идёт на экспорт, в основном в Великобританию, США и Канаду. По состоянию на 1998 год, на варшавской фабрике работало 1100 человек.

## Cadbury-Wedel Польша

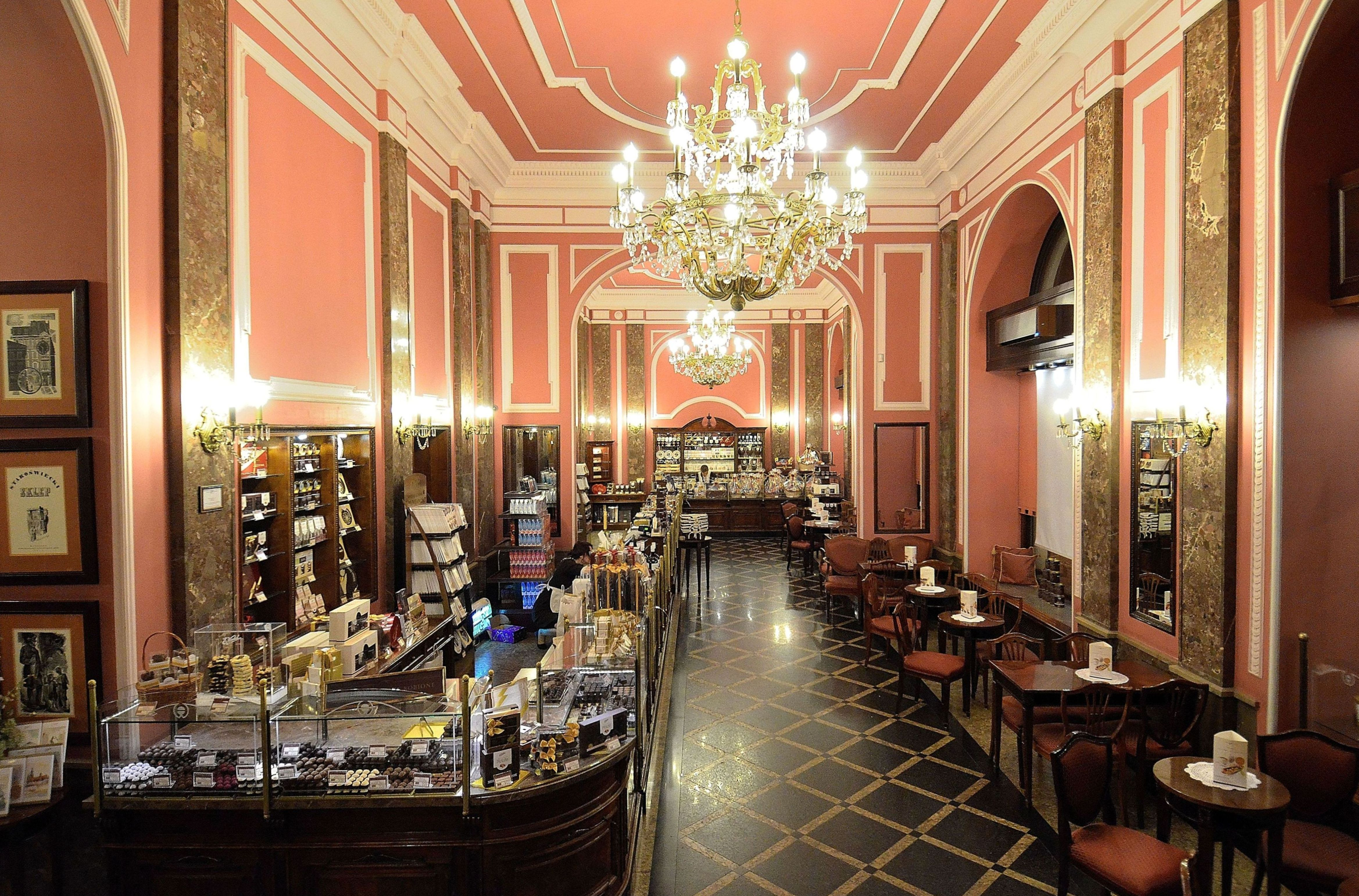
Фирменный магазин E.Wedel на улице Szpitalna 8 в Варшаве

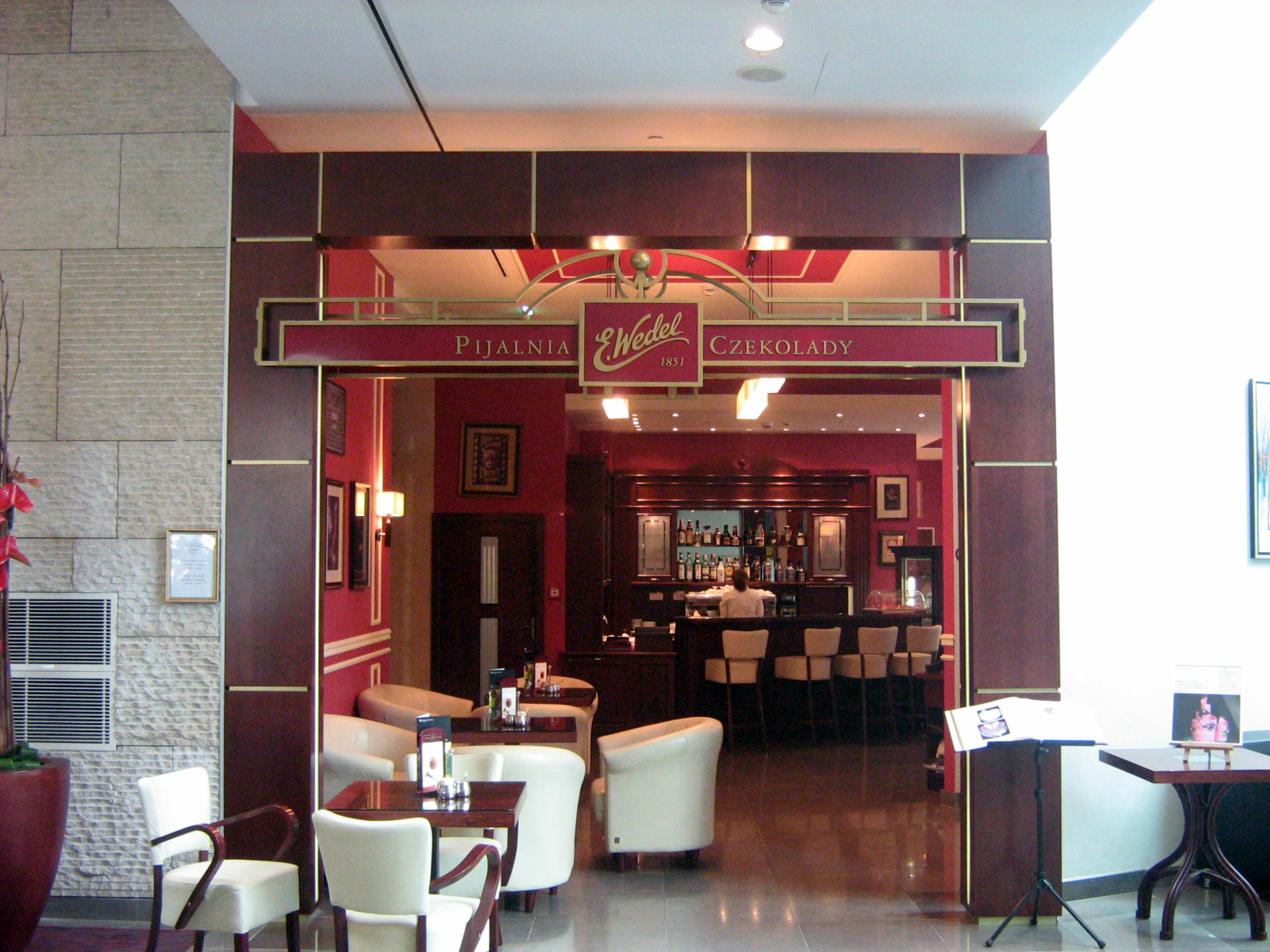
Шоколадный магазин Веделя и кафе в отеле InterContinental

Cadbury Schweppes сделала свои первые инвестиции в Польшу в 1993 году, построив шоколадный завод для собственной продукции в Белянах-Вроцлавских.
В 1999 году Cadbury купила E. Wedel и завод в Праге у PepsiCo за 76,5 млн долларов США.. Завод в Праге был модернизирован в 2007 году, проведены инвестиции в обоих новых лабораторий и офисных помещениях, а также постройка новой производственной линии для производства флагманского продукта бренда птичье молоко, а также шоколадных конфет с зефиром.
В 2007 году Cadbury-Wedel Polska, входящая в Валбжихскую ОЭЗ, начала строительство завода по производству жевательной резинки стоимостью 100 млн фунтов стерлингов в Скарбимеже. В настоящее время он производит такие бренды, как Trident, Stimorol, V6 и Hollywood. Компания также приобрела права на дополнительный земельный участок в 60 акров, на месте которого в 2009 году начали строить завод по производству кондитерских изделий, который возьмет на себя производство брендов, ранее сделанные на заводе в Бристоле с 2011 года. В 2008 году Cadbury получил награду «Самый значительный инвестор в Польше» от Польского агентства информации и иностранных инвестиций.
В последние годы компания значительно расширилась, открыв серию фирменных магазинов, основанных на довоенных традициях.

## Продажа компании Lotte
В марте 2010 года Kraft Foods приобрела Cadbury plc. Европейская комиссия настаивала на продаже Wedel, чтобы поглощение состоялось, поскольку объёдиненная компания Kraft/Cadbury-Wedel будет иметь слишком большую долю на польском рынке кондитерских изделий. Для удовлетворения этого спроса в июне того же года компания Wedel была продана южнокорейскому Lotte. Это была первая инвестиция Lotte в Европу, хотя она является третьим по величине производителем жевательной резинки в мире и крупным игроком на азиатском рынке кондитерских изделий. Kraft Foods сохранила права на Cadbury, Halls и другие бренды, а также на два завода по производству продуктов Cadbury в Скарбимеже.

## Популярные товары
- Птичье молоко — суфле в шоколаде
- Mieszanka Wedlowska — конфеты в шоколадном ассорти с разнообразными начинками
- Торчик Ведловски — большая круглая вафля в шоколаде с украшениями ручной работы
- Pawełek — плитка шоколада с ароматной начинкой, содержащая небольшое количество алкоголя.
- Krówka — конфета с молочно-кремовой помадкой в индивидуальной упаковке
- Delicje Szampańskie — круглое печенье на бисквитной основе, холмика из джема и покрытое шоколадом

## Галерея

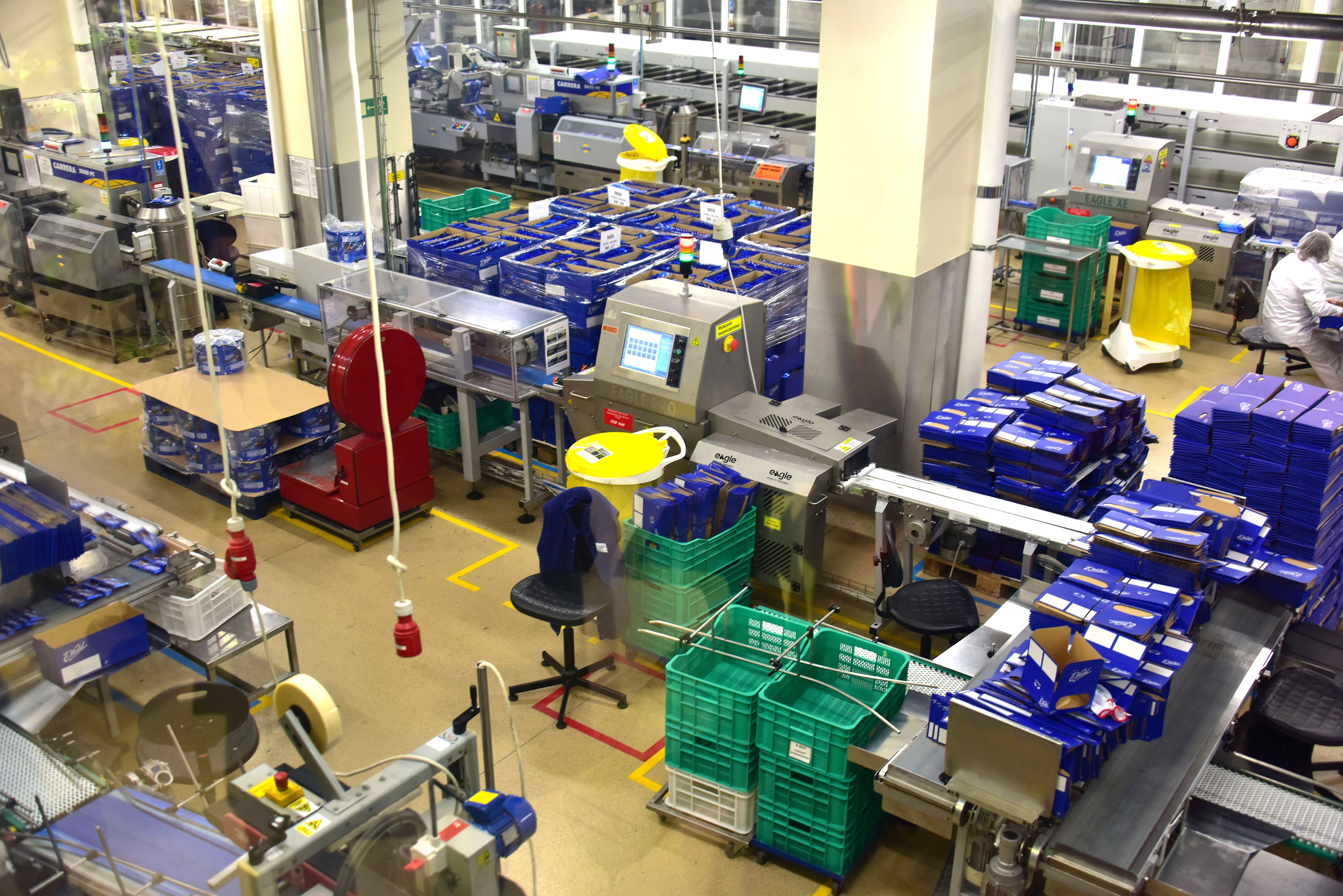
Линия по производству шоколада
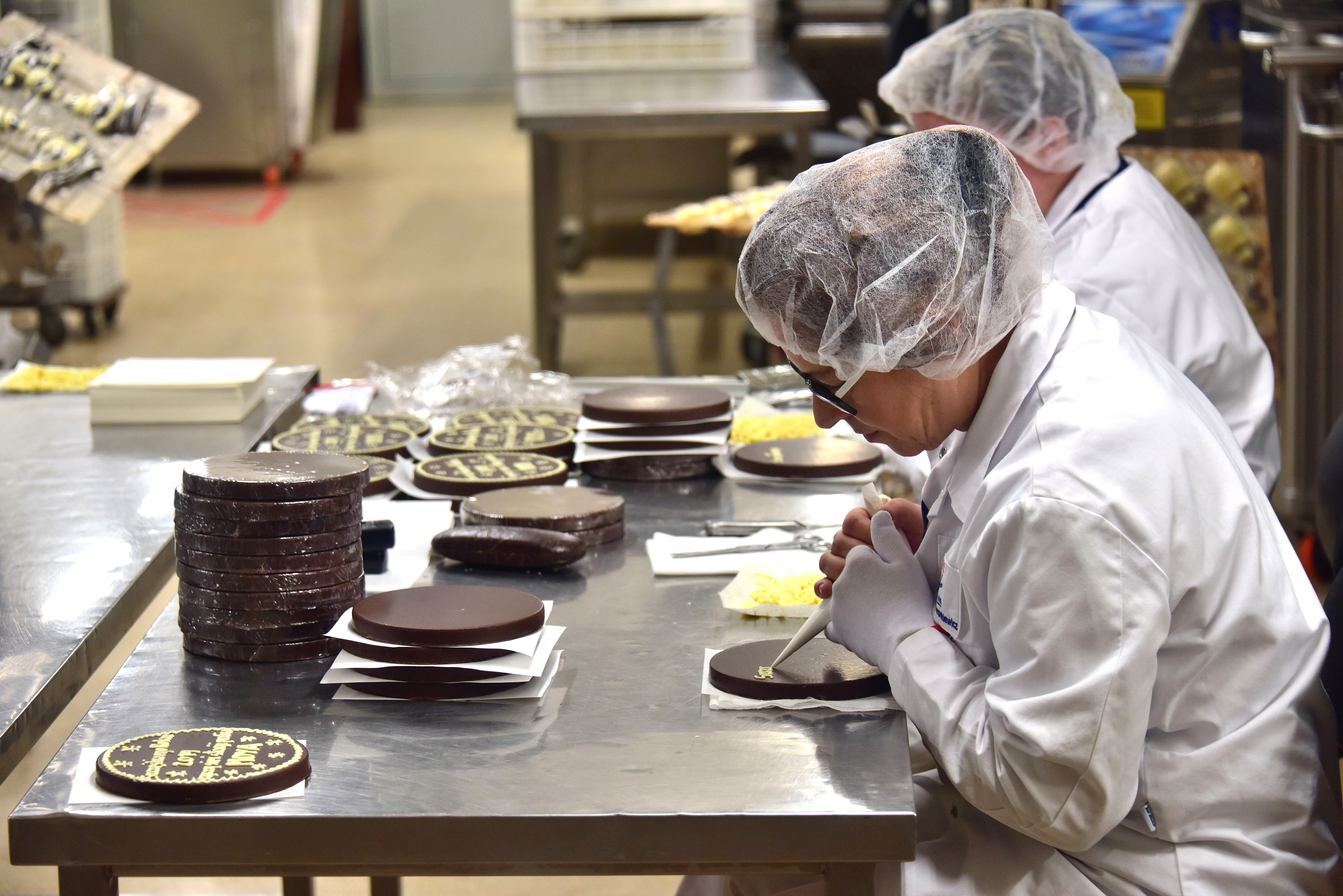
Ручное украшение тортов